# Arxiu Fotogràfic del Centre Excursionista de Catalunya
L'Arxiu Fotogràfic del Centre Excursionista de Catalunya, també conegut pel seu acrònim AFCEC, és un arxiu ubicat al costat del temple romà d'August a Bàrcino. Els fons documentals que integren l'AFCEC procedeixen de donacions i llegats particulars. Conté un importantíssim llegat històric reconegut amb el premi d'Honor Jaume I el 1981 i la medalla de la Unesco el 1999, i és una mostra de les primeres iniciatives d'estudis científics a Catalunya, l'anomenat excursionisme científic.

## Història

### Precedents
L'entorn històric del naixement del Centre Excursionista de Catalunya s'inicia amb la Renaixença catalana, fruit del moviment del Romanticisme que va sorgir a Europa a mitjans del segle xix, com a resultat de la passió d'il·lustres prohoms per revifar la història del nostre país i enlairar l'ús de la nostra llengua.
És en aquest context quan sorgeix a Barcelona el Centre Excursionista de Catalunya l'any 1890 de la fusió de dues entitats culturals i esportives; l'Associació Catalanista d'Excursions Científiques (1876) i de l'Associació Catalana d'Excursions (1878).
L'objectiu prioritari de l'entitat era "Fomentar les excursions per la nostra terra per fer que sigui coneguda i estimada, i també publicar els treballs resultants d'aquestes excursions, crear una biblioteca i arxiu".
La fotografia es va convertir en l'eina essencial per testimoniar totes aquelles activitats, el seu ús havia assolit un grau de perfecció tècnica a finals del segle xix, permeten la seva difusió massiva. L'any 1909 apareix en el Butlletí del CEC el text d'una conferència prèvia realitzada per Geroni Martorell on es fa una crida formal a desenvolupar l'anomenat Inventari Gràfic de Catalunya. Fins aquell moment, la feina de recollir imatges del país era realitzada per la secció de Fotografia, Martorell va fer una crida a que s'aportesin imatges “de coses d'interès de Catalunya: dibuixos, gravats, fotografies, postals, clixés per a projecció.” La gran quantitat i varietat d'imatges que a la pràctica va arribar a l'entitat va depassar els objectius inicials i van configurar l'Arxiu Fotogràfic actual.

## Edifici

### La Seu
L'edifici està situat al C/Paradís, 10 pral al bell mig del Barri Gòtic de Barcelona en el conjunt monumental de les columnes del temple romà d'August. L'emplaçament fou escollit pels socis per la seva rellevància històrica i arqueològica. El setembre de 1877 es lloga a Barcelona al cor del Barri Gòtic (al punt més alt de la Barcino romana), el segon pis d'un edifici del segle xv on emergien els capitells de tres columnes romanes del temple d'August del segle I (Jolis, A. 1996).

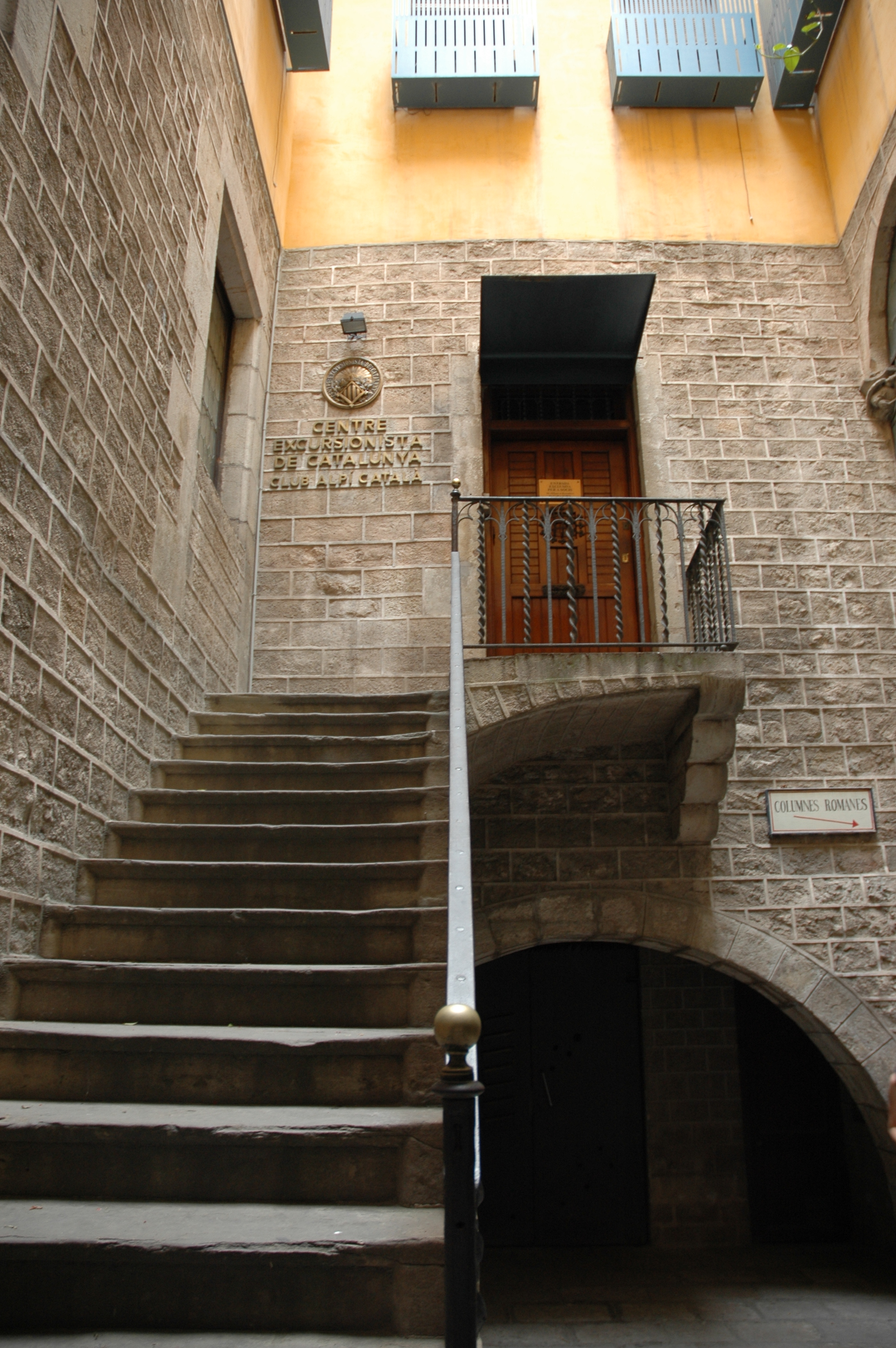
Centre Excursionista de Catalunya

Actualment, l'Arxiu Fotogràfic es localitza en dues plantes de l'edifici; a la cinquena planta trobem els dipòsits condicionats pels fons i col·leccions i a la sisena l'àrea de treball, consulta i el laboratori digital.

### L'Arxiu Fotogràfic
L'Arxiu Fotogràfic del Centre Excursionista de Catalunya (AFCEC) ha anat incorporant importants llegats al Centre durant un segle, fins a assolir més de 400.000 imatges dipositades (40.000 de les quals ja estan digitalitzades). A l'apartat de descàrregues de la web podeu obtenir informació general d'alguns dels fons de l'AFCEC.
L'AFCEC ha esdevingut un arxiu generalista a causa de la diversitat de les seves donacions, així doncs, no tot està vinculat amb la muntanya. Tant la temàtica com la localització geogràfica de les fotografies és molt variada (arqueologia, espeleologia, nàutica, aeronàutica, ciclisme, boxa...)
Es conserven molts procediments fotogràfics. Cal destacar els col·lodions en vidre de la dècada de 1860, plaques de gelatinobromur de plata de finals del segle xix, uns nitrats de la mateixa època i del segle xx, plaques estereoscòpiques de diversos formats, més d'un miler d'autocromes, i pel que fa a positius en paper, albúmines, cianotips, i diversos procediments pigmentaris. També es conserven càmeres, trípodes, instrumentació de laboratori, fotòmetres i multitud d'altres estris fotogràfics històrics, així com documentació relacionada.
L'AFCEC Ha creat una nova activitat a la web per tal de difondre els fons fotogràfics, Clic al Passat Arxivat 2012-01-07 a Wayback Machine. que permet navegar en el temps i l'espai a través d'una mostra d'imatges de l'Arxiu Fotogràfic del Centre Excusionista de Catalunya. En breu es durà a terme l'edició d'una nova col·lecció de llibres “Enfocant el passat” per tal de donar a conèixer els fons que avui en dia es custodien a l'arxiu.

## Fons
La forma d'ingrés dels més de 100 fons a l'Arxiu Fotogràfic ha sigut mitjançant donacions particulars i llegats (tant d'aparells fotogràfics com de col·leccions originals) i es treballa en la seva restauració, conservació i descripció. Actualment, hi ha uns 40 fons personals descrits a partir de la NODAC en el procés d'elaboració de la Guia de l'arxiu que s'està duent a terme.
Els instruments descriptius per consulta són; arxivadors amb fitxes descriptives, llistats d'autors, cedul·laris i bases de dades.
Entre els Fons fotogràfics del CEC cal destacar; el Fons Carles Fargas i Bonell, el Fons Francesc Blasi i Vallespinosa, el Fons Jean Thomas, el Fons Batlle i Llibreter, el Fons Arnau Izard i Llonch, el Fons Julio Conceiçao Fernandes, el Fons de Lluis Estasen i Pla, el Fons d'Albert Oliveras i Folch, el Fons Ignasi Canals i Terrats i el Fons Cèsar August Torras.

### Breu descripció d'alguns Fons

#### Fons Adolf Zerkowitz Schlesinger
Aquest fou un fotògraf professional especialment actiu durant la primera meitat del segle xx. Durant les dècades de 1920-1930, essent membre del CEC, va participar en nombroses ascensions amb altres membres de la secció de muntanya. Molts del reduït cercle d'amics amb els qui feia aquestes sortides (I. Canals, A. Oliveras, Ll. Estasen, J. Puntas) eren també excel·lents fotògrafs, de manera que va compartir laboratori fotogràfic amb alguns d'ells. Precisament, pocs anys després va iniciar un negoci com a editor de postals aprofitant aquesta circumstància. Amb el temps, el resultat va ser una producció de postals fotogràfiques que, a més de l'excel·lent qualitat que les caracteritza, es reconeixen pel fet de dur la seva signatura.
El fons Zerkowitz està compost per una petita part del que realment fou la seva producció, ja que consta de 132 llanternes de projecció de vidre de 8,5x10 cm i encapsulades en molt bon estat de conservació. El seu contingut és, però, remarcable, ja que el conjunt relata el viatge que el fotògraf va fer fins al que en aquell moment es coneixia com a Indoxina l'any 1929. Les escenes mostren els paisatges de Java i Sumatra, els seus habitants, i les diverses activitats que ell i els seus acompanyats van realitzar-hi. Aquest material és el que l'autor va emprar en una conferència realitzada al CEC l'any 1930, motiu pel qual el va cedir al seu arxiu.

#### Fons Albert Oliveras i Folch. (1900-1989)
El productor d'aquest fons fou un empresari afeccionat a la muntanya i a la fotografia que va dur a terme una notable activitat dins la secció de Muntanya del CEC. Nascut a Montevideo, va fugir a Sud-amèrica en començar la Guerra Civil i va tornar a Catalunya ja durant la dictadura franquista. A partir d'aquest moment i fins a la seva mort, va realitzar diversos viatges a l'Uruguay i l'Argentina durant els mesos d'hivern al nostre hemisferi. Com a membre del CEC destaquen les seves publicacions al Butlletí i les conferències que va realitzar, activitats relacionades exclusivament amb la muntanya i l'esquí.
La seva producció té un contingut acord amb la seva passió per l'alta muntanya, per la qual cosa les imatges són majoritàriament d'aquesta temàtica. Cal fer notar que no es limiten a aspectes paisatgístics, sinó que serveixen de referència per conèixer l'evolució de l'escalada i l'esquí durant el primer terç del segle xx. Complementàriament, i ha una petita sèrie d'imatges sobre els fets d'octubre de 1934 i un extens conjunt sobre l'Argentina i l'Uruguay. En el seu testament l'autor llegava el fons a l'AFCEC, de manera que va ingressar l'any 1989. Està compost, aproximadament, per 5.000 plaques negatives de vidre de 6x13 cm estereoscòpiques, 5.000 positius en plaques de vidre de 6x13 cm estereoscòpic, 3.500 negatius de nitrat de cel·lulosa 6x13 cm estereoscòpics, 22.000 imatges en negatius de 35 mm, i uns 180 esplèndids àlbums amb positius de gelatina i plata sobre paper.

#### Fons Arnau Izard i Llonch
Aquest sabadellenc va estudiar enginyeria industrial i en acabar la carrera, poc abans de la primera Guerra Mundial, va viatjar per tot Europa per tal de conèixer de primera mà l'estat de la indústria en els països propers.
Les imatges varen ser realitzades a diverses comarques catalanes tot i que són majoritàries les corresponents al Vallès Oriental i l'Occidental. Deixant de banda els aspectes familiars i socials, destaquen les escenes de diversos aspectes relacionats amb la indústria local i internacional. Els trens, els embassament, les mines i les fàbriques de Catalunya, Espanya i Europa són escenes habituals. Precisament, la seva condició d'enginyer li va permetre d'accedir a llocs habitualment restringits a altres persones. El seu fons està compost per unes 2.700 plaques negatives de vidre de 4,5x10,7 cm. i els corresponents 2.500 positius de contacte.

#### Fons Camil José i Guiu (1938-1991)
Soci del CEC, en Camil José fou un excursionista que va recórrer a bastament la geografia catalana amb una regularitat envejable i també els Alps. En els anys 1980 va realitzar la travessa del Pirineu des del Cantàbric a la Mediterrània. Treballador de la banca, sentia una notable afecció per la fotografia, de manera que va enregistrar amb absoluta precisió els itineraris realitzats al llarg de la seva vida. Va publicar diversos itineraris per Catalunya i el País Valencià a la revista Muntanya del CEC i també al butlletí de Centre Excursionista els Blaus, del qual també era soci. En una de les seves sortides a la va patir un accident mortal.
El seu fons està compost per unes 35.000 diapositives de 35 mm generalment de la marca Kodakchrome. El conjunt, que comença l'any 1969, mostra multitud d'indrets de Catalunya, el País Valencià i Mallorca així com algunes zones dels Alps. En el marc de totes elles l'autor anotà molta informació sobre les imatges. En general indica on van ser efectuades i, en el cas dels pics, la seva alçada. Pel que fa al seu contingut, aquest acostuma a ser paisatgístic, incloent-hi habitualment edificacions rurals o històriques i els companys de les sortides.

#### Fons Carles Fargas i Bonell (1884-1942)
Aquest fotògraf, que sense cap mena de dubte es pot classificar com a aficionat avançat, fou el propietari d'una coneguda xocolateria, encara activa, al carrer del Pi de Barcelona. El seu pròsper negoci li va permetre de realitzar una notòria activitat social en els cercles benestants de l'època i viatjar per molts països europeus. Posseïa una bella finca a Sant Feliu de Llobregat, anomenada Pins d'Or, on hi va realitzar diverses activitats culturals i literàries. No va tenir cap vinculació com a soci amb el CEC.
Les seves fotografies són una detallada mostra de la societat burgesa de la Barcelona de principis del segle xx. Els aspectes lúdics més particulars així com els més socials hi estan presents. També hi destaquen les imatges sobre aviació, esquí i una sèrie de nus efectuats a l'Acadèmia Blanca, una escola de models. Tot i que geogràficament el fons comprèn moltes imatges de Barcelona, també hi ha una nombrosa quantitat d'arreu de Catalunya, Espanya i de l'estranger. En morir sense descendència, el seu fons va ingressar al CEC cedit per la família. El conjunt està constituït per unes 6.200 plaques negatives de 4,5x10,7 cm estereoscòpiques, 6.200 plaques positives que es corresponen a les anteriors (obtingudes per contacte), i 62 autochrome de 4,5x10,7 cm estereoscòpiques.

#### Fons Cèsar August Torras i Ferreri (1852-1923)
Vinculat des de ben aviat amb el món excursionista, el 1877 C.A. Torras exerceix de secretari segon de l'Associació Catalanista d'Excursions Científiques i posteriorment, el 1880 és elegit vicepresident. Els anys 1903 i 1921 és nomenat president del CEC. Al llarg de la seva vida va publicar nombrosos articles i guies excursionistes de Catalunya que contenien nombrosos i detallats itineraris, gran quantitat de fotografies i mapes.
Les seves fotografies són un evident reflex de la seva intenció de documentar el patrimoni del país. El resultat és un valuós fons fotogràfic que mostra el medi natural i gran quantitat d'edificacions civils i religioses des de finals del segle xix fins als inicis del xx. Atenent a criteris exclusivament tècnics, la seva producció pot classificar-se com de fotògraf aficionat de baix nivell, ja que en bastants casos les imatges no són de bona qualitat, però aporten una informació única. El fons està constituït per unes 1.400 plaques de vidre negatives estereoscòpiques de format 9x18 cm, 1.400 plaques de vidre positives del mateix format, 1.000 negatius de vidre de 6x13 cm, 1.000 positius de la mateixa mida i suport, i 600 llanternes de projecció de 8,5x10 cm. A més es conserva més d'un centenar de positius estereoscòpics en paper.

#### Fons Enric Ribas i Virgili (1895 -1938)
En plena Guerra Civil, la premsa de 1938 recull la mort als 43 anys d'aquest cartògraf víctima d'un accident. E. Ribas va ser cofundador de la Societat Catalana de Geografia i membre del CEC, de l'Associació Protectora de l'Ensenyament de Catalunya, i de la Secció d'estudis del Club Excursionista de Gràcia. Treballador de la banca, dedicava gran part del seu temps no laboral a la seva passió, la geografia. El 1930 va publicar el “Catàleg de mapes topogràfics moderns de Catalunya”, que el 1935 va publicar l'Institut d'Estudis Catalans després d'ampliar-lo. Durant un temps es va encarregar d'organitzar la col·lecció de mapes de la Biblioteca de Catalunya. Durant la seva curta vida va publicar i/o col·laborar amb destacades personalitats del moment, com Pau Vila, Ferran Soldevila i Joan Coromines.
El fons fotogràfic correspon a un aficionat i consta de dues parts ben diferenciades. La primera conté bàsicament fotografies familiars, el viatge de noces a Mallorca, alguns paisatges muntanyencs i diverses escenes en una oficina. L'altra consta de reproduccions de mapes i sistemes de representació cartogràfica. El conjunt està format exclusivament per negatius amb emulsió de gelatina i plata dels següents formats: 4 plaques de vidre de 4,5x10,7 cm estereoscòpiques, 9 plaques de plàstic de 4,5x10,7 cm estereoscòpiques, 2 plaques de vidre de 6x13 cm estereoscòpiques, 2 plaques de vidre de 7x9 cm, 9 plaques de vidre de 10x15 cm, 442 plaques de vidre de 9x12 cm, i 12 plaques de vidre de 13x18 cm.

#### Fons Francesc Blasi i Vallespinosa (1872-1951)
Aquest fou un prolífic industrial amb inquietuds literàries. Soci del CEC, fou membre de diverses seccions de caràcter cultural i president de la de Fotografia. Va publicar obres de divulgació sobre Poblet, Santes Creus i els santuaris marians de la diòcesi de Barcelona i llibres en què relatava els nombrosos viatges que, per exemple, va realitzar a Rússia, els Estats Units o el Pròxim Orient. La Fundació Francesc Blasi convoca des de 1953 un premi d'estudis geogràfics.
El contingut de les seves fotografies és molt divers i en elles s'aprecia una molt bona execució. Les viles de Catalunya i els seus aspectes monumentals i artístics, són dos dels aspectes més freqüents, parant especial atenció en algunes comarques del sud. Tot i això, no deixà de realitzar nombrosos i acurats retrats. D'altres localitzacions majoritàries corresponen a la província Osca i, per descomptat, a Rússia, els Estats Units, Egipte, el Marroc i diversos països europeus. El fons, aproximadament, el componen 5 plaques negatives de vidre de 4,5x10 cm, 1.500 negatius de vidre de 6x13 cm estereoscòpics, 5.400 positius en vidre de 6x13 cm, 2.000 negatius de plàstic de 6x13 cm estereoscò pics, 100 negatius de vidre de 9x12 cm, 351 autocromes de 6x13cm estereoscòpiques, 1.700 imatges en acetat de 35 mm i 1.000 còpies de contacte en paper amb gelatina i plata.

#### Fons Frederic Bordas i Altarriva
D'aquest autor hi ha poca informació biogràfica. Sabem que ja l'any 1876 figurava com a soci de l'Associació Catalanista d'Excursions Científiques en la qual figurava com a arqueòleg. Posteriorment, amb la fusió amb l'Associació d'Excursions Catalana, va continuar com a soci del CEC.
Les imatges d'aquest autor varen ser preses durant els darrers anys del segle xix i els primers del xx. El fons va ser donat al CEC l'any 1909. Les fotografies, que són de molt bona qualitat, mostren aspectes socials i arquitectònics de Barcelona i, majoritàriament, localitats de les comarques de l'Alt Empordà l'Alt Urgell, el Baix Llobregat, Osona, el Vallès Occidental i el Vallès Oriental. També hi ha localitzacions de França i d'Andorra. El fons està constituït per 700 positius en placa de vidre amb gelatina i plata de 9x18 cm estereoscòpics i 800 negatius del mateix format i material.

#### Fons Ignasi Canals i Terrats (1896-1986)
Durant les dècades de 1910 i 1920 I. Canals, amb altres companys del CEC, va realitzar nombroses ascensions als Pirineus i als Alps introduint noves tècniques d'esports de muntanya. Poc després va abandonar parcialment aquesta intensa activitat per fer-se càrrec de l'empresa tèxtil familiar. Els butlletins del CEC recullen nombrosos articles seus referents a travesses, escalades i esquí, així com ressenyes de les conferències que va realitzar. Com a fotògraf mostra una immillorable tècnica que sempre va acompanyada d'un delicat criteri estètic, fets que degueren contribuir a fer que el CEC edités postals amb les seves fotografies.
Una part de les fotografies recullen aspectes familiars, professionals i dels estudis d'I. Canals a l'Institut Químic de Sarrià. Sorprenentment també hi ha un detallat reportatge de l'exterior i l'interior d'un submarí alemany que va refugiar-se al port de Barcelona al final de la Primera Guerra Mundial. El gruix de les imatges, però, està format per fotografies sobre la seva activitat muntanyenca amb neu i sense, i als viatges realitzats per Espanya i Europa. A vegades les fotografies van ser realitzades en format panoràmic, aprofitant tota la placa de 6x13 cm amb aquesta finalitat. Es dona el cas que algunes d'aquestes fotografies es corresponen a un conjunt d'imatges encadenades que descriuen, encara més, un paisatge panoràmic. El fons el consta de 85 plaques de diferent format de llanterna màgica il·luminades (acolorides a mà), 4.200 negatius de vidre de 6x13 cm estereoscòpics, 4.200 positius en placa de vidre de 6x13 cm estereoscòpic. Actualment continua incrementant-se el fons amb aportacions de la família. A més, es conserven instruments i documentació de l'autor.

#### Fons Jean Thomas
Durant la dècada de 1920 J. Thomas era adjunt del Laboratori de Produccions Colonials d'origen animal del Museu d'Història Natural de París, i va ser enviat a les colònies de la Guinea i del Níger per tal d'estudiar les tècniques de pesca dels seus habitants. En la mateixa època també va realitzar una travessa amb un vehicle de 6 CV pel desert algerià Gran Erg Occidental i un recorregut circular, de més de 1.000 km, anant des d'Alger fins a Touggurt en un sidecar en companyia de la seva dona i el seu fill de 7 anys. El 18 i 19 de maig de l'any 1927, i promogudes pel CEC, Jean Thomas va realitzar dues conferències a la sala Mozart de Barcelona, relatant detalladament els seus viatges per l'Àfrica i acompanyant-se de nombroses fotografies realitzades en aquests periples.
El fons consta de tres sèries que documenten els tres viatges descrits anteriorment. Els punt de vista són molt propers i sense cap mena de dubte de les imatges es desprèn que l'autor se sentia proper i còmode en el seu entorn. A les fotografies són abundants les escenes de pesca, cacera i activitat quotidiana dels indígenes. En total el fons comprèn 114 llanternes de projecció de 8,5x10 cm i unes 20 còpies d'època en paper amb gelatina i plata. Un material complementari i valuós són les notes manuscrites que J. Thomas va emprar per realitzar les conferències.

#### Fons Joaquim Morelló i Nart (1858-1926)
Nat al Pallars Sobirà en el si d'una casa forta, J. Morelló marxà quan era un nen d'aquesta comarca i es llicencià en farmàcia a Barcelona el 1879. Poc després va obrir una farmàcia i un laboratori a la mateixa ciutat, aconseguint un cert prestigi internacional amb les seves preparacions. Va estar relacionat amb el món cultural barceloní i aconseguí la participació d'alguns dibuixants del moment en les seves campanyes publicitàries. El 1904 va realitzar una conferència sobre la Vall d'Àneu al CEC, entitat a la qual pertanyia. Poc després el text i algunes de les imatges van aparèixer al Butlletí en dos lliuraments i també, posteriorment, com a llibret independent.
A més de les imatges de la Vall d'Àneu, en les quals hi ha nombrosos retrats dels seus habitants, el fons Morelló conté altres fotografies de Catalunya i, en especial, de Barcelona, entre les quals destaquen les de la construcció de l'Hospital de Sant Pau. A més hi ha d'altres de ciutats espanyoles i europees, les quals en general centren la seva atenció en aspectes arquitectònics destacats o són vistes generals que incorporen personatges. Tot el fons està format, aproximadament, per uns 2.000 negatius en plaques de vidre de 6x9 cm i per 100 positius de llanterna de projecció de 8,5x10 cm.

#### Fons Josep Maria Có i de Triola (1884-1965)
Aquest autor tenia una botiga de fotografia situada a l'actual plaça Sant Jaume de Barcelona i també treballava com a periodista esportiu de La Veu de Catalunya i D'Ací d'Allà. A la seva feina de redactor en aquests medis calia afegir la de fotògraf que va ser realment extensa i de qualitat. A la seva activitat periodística cal afegir que va ser un dels impulsors dels esports d'hivern a Catalunya, de la construcció del Xalet de la Molina, de la fundació del moviment dels Minyons de Muntanya i, fins i tot, de l'Aeroclub de Catalunya.
La major part del fons està format per un extens recull de fotografies relacionades amb qualsevol tipus d'esport arreu de Catalunya durant els principis del segle xx. Aspectes tan variat com el motociclisme, l'espeleologia, l'hípica, el tennis, la boxa o tir al plat hi són presents. Malgrat l'especialització de l'autor, també hi ha una sèrie dedicada a l'aeronàutica, entre les quals hi destaca un meritori conjunt de fotografies aèries, i una altra sobre els Minyons de Muntanya. Els formats emprat per Có van ser variats, havent-hi els següents tipus de negatius de vidre de gelatina i plata: 150 de 18x24 cm, 250 de 13x18 cm, 1.477 de 10x12 cm, 300 de 9x12 cm, 2.000 de 6x13 cm estereoscòpics i 100 de 4,5x10,7 cm estereoscòpics.

#### Fons Josep Puntas i Jensen
J. Puntas va pertànyer al grup de membres de CEC que durant les dècades de 1910-1930 va innovar en els àmbits de l'escalada i l'esquí (vegeu Fons I. Canals).
Les imatges del fons reflecteixen clarament l'evolució de l'autor al llarg dels anys. Primerament les fotografies són d'abast familiar i urbà (generalment de Barcelona), amb algunes sortides a la muntanyes mitjanes de Catalunya. Però ben aviat hi ha un contingut exclusiu d'alta muntanya del Pirineu, català i aragonès, i dels Alps. Les imatges de muntanya corresponen tant a activitats estivals com hivernals, i generalment corresponen a un aficionat avançat. El conjunt consta d'uns 5.000 negatius en placa de vidre amb gelatina i plata de format 4,5x10 cm i 4.200 positius de contacte.

#### FonsJosep Roig i Trinxant
Aquest enginyer industrial fou un destacat fotògraf i cineasta amateur que va pertànyer a la secció de Cinema del CEC i a l'Agrupació Fotogràfica de Catalunya (AFC). Durant la Guerra Civil, i des de Catalunya, va actuar com espia per al bàndol franquista, motiu pel qual fou represaliat en ésser descobert. En acabar la guerra va formar part dels cossos de control en mans de la falange i va participar en primera fila en nombrosos actes institucionals, en els quals gaudia de moltes facilitats per tal de fer fotografies. Des del punt de vista fotogràfic es tracta d'un afeccionat avançat i meticulós que documenta els aspectes tècnics de les seves preses i que, curiosament, realitza unes imatges que no es corresponen amb els cànons franquistes. Moltes de les seves fotografies d'estudi són properes als moviments estètics en voga més enllà de les nostres fronteres i que al nostre país van ser seguits per una minoria que, inicialment, va ser rebutjada pels moviments fotogràfics establerts.
Les fotografies del fons recullen gran nombre d'escenes familiars i d'estiueig a la Costa Brava, a la Cerdanya i a Núria de les dècades de 1940 a 1970, en les quals queda palesa la seva situació privilegiada. D'altra banda, també són nombrosos els actes polítics del règim i els de caràcter professional que hi apareixen, així com les curses de cotxes i motos celebrades a la muntanya de Montjuïc de Barcelona. Els estudis de natures mortes i els nus realitzats a l'AFC conformen la part més estètica del fons. La part més moderna es correspon a viatges turístics realitzats arreu del món a la dècada de 1970. El conjunt està format per més de 15.000 imatges en blanc i negre en negatius d'acetat de 35 mm, més de 3.500 diapositives a color de 35 mm, unes 300 còpies en paper de gelatina i plata, i un conjunt de fitxes tècniques elaborades pel mateix fotògraf.

#### Fons Juli Soler i Santaló (1865-1914)
A principis del segle XX Juli Soler inicia una intensa activitat muntanyenca i fotogràfica que el porta a retratar i escriure a bastament sobre el Pirineu, redactant guies i articles que avui dia aporten una important informació sobre zones catalanes i aragoneses. Pel que fa a la seva activitat com a fotògraf, cal esmentar que ens trobem davant d'un aficionat d'alt nivell, tant pel que fa als aspectes tècnics com els compositius. Excursionista més decantat cap al vessant esportiu de la muntanya, en cap moment va deixar de visitar les valls, les seves viles i les seves gents, especialment les situades en el Pirineu Central, pel qual va manifestar una gran atracció. Tant fou així que en nombroses ocasions els seus habitants l'homenatjaren. Va ser el principal impulsor de la construcció del refugi de la Renclusa a les Maladetes, el qual no va poder veure acabat en morir prematurament abans de la seva inauguració.
Les seves fotografies més primerenques, probablement realitzades a finals del segle xix, recullen aspectes monumentals de diverses comarques de Catalunya i de Mallorca. Posteriorment la temàtica és pirinenca, havent-hi imatges que abasten des del Cap de Creus fins als cims de 3.000 m del Pirineu Central. Ara bé, tot i la seva passió per l'alta muntanya, són nombroses les escenes captades en pobles de les valls d'Osca, destacant-ne els retrats al natural i amb vestits típics. El seu fons fotogràfic està constituït per 1.300 negatius en plaques de vidre amb gelatina i plata de 13x18 cm, 200 negatius de placa de vidre de 9x12 cm, 75 negatius en placa de vidre de 6x9 cm, 450 positius de llanterna de projecció de 8,5x 10 cm (alguns dels quals estan il·luminats) i per uns 100 positius d'època, alguns d'ells cianotips, obtinguts per contacte sobre paper.

#### Fons Julio Conceiçao Fernandes
En J. Conceiçao treballava com a delegat del centre de turisme de Portugal a Barcelona. La seva producció és el resultat de nombrosos viatges turístics realitzats per Espanya i l'estranger. Una part del fons produït per un o diversos fotògrafs professionals desconeguts, i una altra pel seu pare, en Joâo Matias Fernandes, que va ser oficial de la marina portuguesa i va estar destinat durant un llarg període a l'Àsia.
La part del fons produït per J. Conceiçao recull, bàsicament, fotografies de vaixells d'arreu del món, de curses de toros i de processons. Les imatges corresponents a un o diversos fotògrafs desconeguts són de ran qualitat i mostren aspectes diversos de Portugal. L'arquitectura, el paisatge i els seus habitants són els temes principals. Pel que fa a la part produïda per J. Matias, les imatges són de vaixells de guerra, de Macao, Shangai i de retrats de geishes. El fons, després d'haver-se sotmès a un expurg, està constituït per 84 diapositives en color de 35 mm (autor J. Conceiçao), 69 diapositives en color de 6x6 cm (autor desconegut), 22 diapositives en color de 6x9 cm (autor desconegut), 1 diapositiva en color de 9x12 cm (autor desconegut), 12 còpies en blanc i negre en paper amb gelatina i plata (autor J. Matias), 2 còpies en blanc i negre en paper amb gelatina de plata (autor J. Conceiçao).

#### Fons Lluís Estasen i Pla (1890-1947)
Ll. Estasen fou un excepcional escalador que juntament amb altres membres del CEC aportà noves tècniques en els esports de muntanya. Potser per la significació de la muntanya, destaca el fet que obrís la primera via d’escalada a la paret Nord del Pedraforca. També cal comentar les aptituds per a esquiar, com ho corrobora el fet que el 1917, amb l’auspici de la Mancomunitat, el CEC li encarregués a ell, a J.M. Soler i a Pau Badia donar a conèixer als habitants de la Val d’Aran l'existència dels esquí. Per tal de fer-ho van efectuar una travessa hivernal que va recórrer terres del Berguedà, la Cerdanya, l’Alt Urgell, el Pallars Sobirà, i la Val d’Aran arribant, finalment, a Benasc. La seva afició per la fotografia va fer que anés sempre acompanyat per la seva càmera, la qual cosa li va permetre d’enregistrar notables ascensions en els Pirineus i als Alps.
Gran part de les excel·lents fotografies de Ll. Estasen són de temàtica muntanyenca, en especial centrades en l'esquí i l'escalada. A Catalunya, Montserrat, el Pedraforca, el Montseny, Sant Miquel del Fai i el Pirineu apareixen amb regularitat. Els Alps són una altra de les seves localitzacions habituals. Malauradament, les imatges del fons van ingressar sense cap referència geogràfica o temàtica, i només algunes d’elles poden identificar-se gràcies a un àlbum amb contactes que conté algunes anotacions. El fons està constituït per 7.500 negatius en placa de vidre amb gelatina i plata de 4,5x10 cm estereoscòpica, i un àlbum casolà amb contactes d’algunes d’aquestes plaques. D’altra banda, és probable que un conjunt de 100 llanternes de projecció de 8,5x10 cm en les quals no s'indica l’autoria tinguin com a autor en Ll. Estasen, ja que en elles apareix la travessa efectuada per encàrrec de la Mancomunitat.

#### Fons Lluís Llagostera i Pasqual
El productor d'aquest fons va tenir lligams molt estrets amb en C. A. Torras. El 1906 va ser el seu vicepresident i va tornar a ser-ho el 1913. L'experiència que va adquirir durant l'exercici d'aquest càrrec segurament va afavorir que fos escollir president del CEC el 1919. Referent a la seva activitat al CEC com a soci, aquesta va estar molt vinculada a l'alpinisme, destacant-ne l'ascensió a l'Aneto el 1886, que va realitzar conjuntament a altres metges, i la del Breithorn als Alps l'any 1908.
Les imatges del fons Ll. Llagostera recullen un viatge que va realitzar fins a les illes Spitzberg el 1909 a l'Oceà Polar Àrtic. Aquest viatge està narrat amb tot luxe de detalls al Butlletí del CEC de l'any 1910, en el qual també hi apareix una selecció de les fotografies. En elles es mostra el vaixell amb el qual va realitzar el creuer, la societat urbana de la Noruega de principis del segle xx, la seva societat rural i, especialment, les remotes i les inhòspites terres de l'arxipèlag de Spitzberg, plenament integrades a un sistema d'explotació turística. El fons consta de 88 llanternes de projecció de vidre amb gelatina i plata d'un format de 8,5x10 cm.

#### Fons Lluís Marian Vidal i Carreras (1842-1922)
Aprofitant el fet que era enginyer de mines geòleg, LL. M. Vidal va fotografiar mostes de les instal·lacions en les quals va treballar. Exercí a les mines de Linares i Almaden. L'any 1881 fou nomenat enginyer en cap del districte de mines de Girona i el 1883 dirigí les mines de Surroca (St Joan de les Abadesses). Va recollir abundant informació sobre fòssils i va aconseguir aturar, per motius de preservació, l'explotació de la pedrera de Meià. És autor de diversos estudis geològics del Països Catalans, alguns dels quals foren publicats com a llibre. Dins del CEC es va destacar per la publicació d'excursions en el seu Butlletí i en fou president des del 1896 fins a l'any 1900.
Les imatges de seu fons, recollides entre aproximadament 1880 i la primera dècada del segle xx, recullen escenes de moltes comarques de Catalunya, especialment de les del Pirineu, i d'Andorra. En alguns casos es corresponen a paisatges, però acostumen a mostrar els nuclis rurals i els seus habitants. També podem trobar un conjunt d'imatges sobre fòssils, diverses mines i jaciments arqueològics. En general del fotografies del fons són de molt bona qualitat, fet que resulta afavorit pel format que va emprar. Cal destacar que en els sobres originals hi ha anotacions manuscrites sobre les condicions d'execució de les fotografies. El fons consta de negatius de diversos formats i materials: 467 en placa de vidre de 6x9 cm estereoscòpics, 400 en placa de vidre de 18x24 cm i 25 plaques de nitrat de cel·lulosa de 18x24 cm (del segle xix).

#### Fons Manuel Pinilla i Campoamor. (Barcelona, 1881-1962)
Enginyer de camins canals i ports va exercir com a interventor general de Riegos y Fuerzas del Ebro. Abans d'assolir aquest càrrec va treballar com a caixer en diversos campaments creats per a la construcció dels embassaments de Sant Antoni a Tremp (1912) i Camarasa (1917). L'any 1923 fou destinat a Barcelona com a apoderat. Durant la seva vida va realitzar nombroses fotografies relacionades amb la seva feina i els viatges que va realitzar per Europa.
Les imatges del fons documenten a bastament la construcció dels embassament abans esmentats així com molts dels pobles situats al seu voltant: Lleida, Camarasa, Balaguer i Salàs en són alguns exemples. Barcelona també és una de les localitzacions preferents així com París i Suïssa. El conjunt consta de 600 plaques de vidre amb gelatina i plata de format 6x13 cm estereoscòpiques i 252 autocromes de 6x13 cm estereoscòpiques.

#### Fons Batlle i Llibreter
No es disposa d'informació respecte a la generació i autoria de les imatges pertanyents a aquest fons, el qual està constituït per 51 plaques vidre amb col·lodió de 13x18 cm. Degut a les característiques del material les fotografies degueren ser enregistrades cap a la dècada de 1870, ja que el tall del vidre i les característiques de l'emulsió indiquen que eren plaques de col·lodió sec. Destaca el fet que algunes d'aquestes plaques són estereoscòpiques. El seu contingut temàtic és bàsicament retrats i reproduccions d'obres artístiques.

#### Col·lecció de llanternes de projecció
Aquesta col·lecció factícia està constituïda per les llanternes de projecció (diapositives) de format 8,5x10 cm encapsulades que s'empraven per realitzar conferències a finals del segle xix i principis del segle xx. En conseqüència, és possible establir vincles entre alguns dels textos publicats en els butlletins i les fotografies de la col·lecció. Un cop dipositades a l'Arxiu, els socis del CEC podien llogar-les per a usos particulars. La majoria d’aquestes diapositives s'obtenien mitjançant el positivat sobre vidre amb una ampliadora (a vegades reduint la mida de l’original i realitzant reenquadraments). Cal destacar que en el conjunt existeixen llanternes il·luminades (acolorides a mà). No totes les imatges són fotogràfiques, ja que es poden trobar, tot i que de forma minoritària, escrits, dibuixos i esquemes que acompanyaven les conferències. Degut al procés de formació de la col·lecció, aquesta està constituïda per imatges de diferents autors, alguns d’ells desconeguts.
Les llanternes de projecció estan contingudes sense ensobrar en 258 capses de fusta que contenen, cadascuna, 50 plaques. Això representa un total d’unes 13.000 imatges. Degut a l'encapsulació, la gran majoria de les diapositives mostra un molt bon estat de conservació.

## Serveis i instal·lacions
L'Arxiu Fotogràfic consta d'un servei de consulta, exposicions itinerants, nou dipósit condicionat fruit de la reforma recent amb tres àrees climatitzades a diferents temperatures i humitats relatives de l'aire segons les necessitats de cada suport (vidre, fotopaper, material plàstic i nitrats), laboratori digital, servei de reproducció d'imatges, sala de treball per la classificació i conservació de material.